# Hermione Granger
L'Hermione Jean Granger és un dels personatges principals de la sèrie de llibres de Harry Potter creats per l'autora britànica J. K. Rowling.
L'Hermione és la noia més intel·ligent del seu curs a Hogwarts. Igual que en Harry i en Ron Weasley, pertany a la residència de Gryffindor a causa de la seva valentia encara que va estar a punt de ser residida en Ravenclaw a causa de la seva intel·ligència. És d'origen muggle: els seus pares són dentistes i no tenen cap relació amb el món dels mags. Li encanta llegir, no li agrada trencar les regles i no és especialment entusiasta amb el quidditch. Tendeix a creure que tot allò que val la pena saber es pot aprendre en un llibre, menyspreant per tant, assignatures com Futurologia.

## Descripció física ipersonatge
L'Hermione té el cabell castany i llarg, els ulls marrons, i les dents bastant grosses (fins al seu quart any). Tot i que mai va destacar pel seu aspecte físic (de fet, són diversos els personatges que s'han rigut d'ella per això, destacant en Draco Malfoy, la Pansy Parkinson i en Severus Snape), durant el seu quart any va sofrir una gran transformació de cara.
Una d'aquestes transformacions va ser la de les seves dents davanteres, més grans del normal. Va ser abans del ball de Nadal quan, després d'una baralla amb en Draco Malfoy en la qual les seves dents van créixer descomunalment, va visitar la infermeria perquè la Madame Pomfrey les retornés a la seva grandària natural. No obstant això, quan la infermera li va dir que li indiqués quan havien recuperat la seva grandària original, l'Hermione deixà que els disminuís fins a deixar-se-les molt millor del que estaven, com bé van apreciar els seus amics.
Un altre dels canvis va ser en el cabell, quan, després d'aplicar-se una poció allisadora, apareix amb el cabell laci i brillant al Ball de Nadal. De fet, la seva aparició al ball va deixar a en Harry, en Ron, les bessones Patil, molts altres companys, professors i el director de Howgarts sorpresos i amb la boca oberta.
La seva reputació, la qual treballa àrduament per mantenir, com l'estudiant més intel·ligents del seu any és causa de freqüents burles, encara que en Harry i en Ron depenen d'ella per a la seva ajuda acadèmica, i el seu coneixement i sentit comú ha demostrat ser valuós per a poder vèncer els desafiaments dels tres amics.
L'Hermione és valenta i lleial, té una consciència política brava i no té problemes a mantenir una ment clara en moments de crisis. Per exemple, la mentida que li diu a la Professora Umbridge per a salvar a en Harry a Harry Potter i l'orde del Fènix (ella diu que hi ha una arma amagada en el bosc que va ser creada sota les ordres del professor Dumbledore).
Sense dubte, l'intelecte de l'Hermione és fort en memòria i anàlisi d'objectius. Encara que compassiva, l'Hermione pot ser ingènua i fins a insensible amb les persones, malgrat la seva posició com "la sensible" dels tres amics. L'Hermione pot molestar-se bastant amb persones que no coneguin (el que per a ella són) fets senzills, o no segueixin (el que per a ella són) idees assenyades. Mentre ella era partidària totalment d'obeir les regles, la influència d'en Harry i en Ron fa que es plantegi trencar-les, sempre que sigui necessari per a obtenir una bona fi. És l'alumna més intel·ligent, potser de tota l'escola Hogwarts.

## Personalitat
L'Hermione Granger destaca per la seva increïble intel·ligència i caràcter perfeccionista. A més de ser la primera del seu curs i haver estat a punt d'entrar a Ravenclaw, l'Hermione demostra la seva intel·ligència en moltes altres ocasions al llarg dels llibres. A Harry Potter i la pedra filosofal, descobrint l'enigma de l'Snape utilitzant la lògica, a La Cambra Secreta, endevinant que la criatura que s'amagava entre les canonades era un basilisc, al Pres d'Azkaban, esbrinant que en Llopin era un home llop, al Calze de Foc, ajudant a en Harry amb les proves, a Harry Potter i l'orde del Fènix, descobrint el significat de la profecia al Departament de Misteris ("És el Temps…"), a més d'ajudar a en Harry amb els Cavallers de la mort, al Misteri del Príncep, mig esbrinant a qui pertanyia el llibre; i ja a Harry Potter i les relíquies de la Mort, l'Hermione ofereix a en Harry la seva ajuda i companyia a tot el llarg de l'aventura.
A més, l'Hermione és una persona justa a qui li preocupen els problemes dels altres, especialment els d'aquells que són més febles o que estan desprotegits. És freqüent que ajudi a en Neville amb les classes, ha recolzat a en Hagrid en tasques com la defensa de l'hipogrif Becbrau i defensa a en Kreacher, l'elf domèstic de la Casa Black, quan tots el tracten malament.
Pel que fa als elfs domèstics, l'Hermione té una opinió molt peculiar entre els mags. Crea una plataforma, la PET (Prou Elfs Tiranitzats) per a defensar els seus drets, malgrat que la majoria d'ells no volen sentir ni parlar de drets. La seva postura, malgrat ser molt criticada per en Ron i altres companys, és admirada per personatges com l'Albus Dumbledore o en Sirius Black, que consideren la seva actitud com justa i correcta.

## Història i evolució
L'Hermione és el que alguns mags coneixen com "sang de fang", o persona de família muggle. Els seus pares són dentistes, raó per la qual no volen que ella es redueixi les dents màgicament. Va néixer el dia 19 de setembre (de l'any 1979) i és, per tant, pràcticament un any major que la resta dels seus companys. Això va ser confirmat per la J.K. Rowling quan va dir que, per a entrar a Hogwarts calia haver complert ja els 11 anys. Quan li va arribar la carta de l'escola es va mostrar totalment sorpresa i entusiasmada. Durant aquest estiu va llegir tots els llibres que estudiarien aquell any i va començar el curs sabent molt més que els altres alumnes.
En el primer llibre, l'Hermione va començar sent una "set-ciències insofrible", com bé la recordava en Ron, que corregia als seus companys i parlava d'estudis constantment. No obstant això, la seva actitud estricta per a les normes va ser, a poc a poc, fent-se menys severa. De fet, al final del primer llibre, li confessa a en Harry el bon mag que creu que és, car ella és només llibres. En aquest llibre podem destacar el seu ús de la lògica a l'enfrontar-se a l'endevinalla d'en Severus Snape.
En el segon llibre, l'Hermione sent la por i el rebuig pel seu origen muggle. No obstant això, en comptes d'espantar-se i recórrer als amulets com fan altres companys, ella tracta de trobar la manera de solucionar el problema descobrint qui és la bèstia. Amb el temps, l'Hermione va demostrant el seu veritable caràcter Gryffindor en ser capaç d'enfrontar-se a les seves pors. Aconsegueix fer la poció de la mutació, la més complicada que ha vist fins al moment i que no es veu a classe fins al sisè curs (quan en Llagot la presenta a la seva primera classe). És petrificada pel Basilisc poc després d'haver descobert que era aquesta la criatura de la Cambra Secreta.
En el tercer llibre, l'Hermione demostra el seu caràcter just i noble, respectant la intimitat d'en Llopin i no explicant el seu secret. A més, és molt menys estricta amb les regles, acceptant usar el reculatemps de manera il·legal juntament amb en Harry, per a rescatar a en Sirius, a en Harry i a ella mateixa dels demèntors i, a en Becbrau que li tallessin el cap. Podem destacar com moments de l'Hermione en aquest llibre la bufetada que li dona a en Draco Malfoy quan el sent criticar en Hagrid, la defensa d'en Becbrau o el seu enfadament amb en Ron, provocat per la relació entre el seu gat i la rata d'ell. També és important apreciar que en aquest llibre, l'Hermione abandona Futurologia per considerar-la una assignatura poc seriosa. Aquesta serà la primera vegada que es discuteix o discrepa amb un professor, però no l'última.
En el quart llibre, l'Hermione es converteix en el punt intermedi entre en Harry i en Ron, que tenen una baralla i deixen de parlar-se. Ella tracta de reconciliar-los, però acaba perdent els nervis en més d'una ocasió, car l'usen de missatgera. Amb les regles és molt més flexible, car no dubta a ajudar a en Harry amb les proves del Torneig dels Tres Mags. A més, és en aquest llibre en el primer en el qual els seus amics comencen a veure a l'Hermione com "una noia" (com bé puntualitza en Ron) i on comença a adoptar costums d'adolescent (com retirar-se dues hores abans per a arreglar-se per al ball). En Viktor Krum, que serà la seva parella al Ball, serà punt de discussió entre en Ron i ella des d'aquest moment fins a l'últim llibre.
En el cinquè llibre, l'Hermione s'enfronta a l'actitud de tots aquells companys que no es creuen a en Harry. D'entre les actituds del trio, la seva és la més destacada i les més intel·ligent doncs, en comptes de simplement queixar-se i barallar-se amb aquells que no els creuen, ella decideix fer alguna cosa al respecte. És per això que té la idea que la Rita Skeeter li faci l'entrevista a en Harry i de crear l'Exèrcit d'en Dumbledore. Aquí es pot apreciar una profunda transformació en l'Hermione, que passa a ser una noia que s'enfronta a la seva professora per no estar d'acord amb el que diu i se salta una gran quantitat de normes durant l'any. És ara quan descobrim que l'obsessió de l'Hermione no és amb les normes pel simple fet de ser normes, sinó perquè les considera correctes. Això es pot apreciar en la seva actitud pel que fa a les regles que la Dolors Umbridge va afegint al llarg del curs, a les quals critica i no dubta a saltar-se (com amb l'ED). A més, és l'única amb el valor suficient per a explicar-li a en Harry que les seves ganes de salvar sempre a tot el món pot ser un problema per als altres. En la seva relació amb en Ron no s'observen canvis, únicament alguna gelosia per la seva banda davant l'esment d'en Viktor Krum.
En el sisè llibre, l'Hermione mostra facetes de la seva personalitat que no s'havien vist abans. Quan en Harry la supera en una assignatura per primera vegada (descomptant Defensa Contra les Forces del Mal), l'Hermione s'enfada i discuteix sobre el llibre (actuant amb lògica novament i puntualitzant que no hauria de fiar-se d'un llibre escrit per algú que no coneixia, recordant l'ocorregut amb el Diari de Rodlel). A més, l'Hermione s'atreveix a convidar a en Ron a la festa de Nadal d'en Llagot, durant algun temps sembla que poguessin arribar a alguna cosa i això fa aparèixer un altre costat del seu caràcter (com quan li ajuda en les proves de guardià). Després, quan en Ron comença a sortir amb la Lavender Brown, l'Hermione s'empipa i, al no entendre el perquè de l'actitud d'en Ron, passa de ser la nena que plorava en tercer a llançar uns ocells fetillats contra el seu cap, i fins a sortir en forma de venjança amb l'enemic d'en Ron en el quidditch, Cormac McLaggen. Després d'estar mesos sense parlar a en Ron, l'Hermione es mostra visiblement preocupada quan ell és enverinat i a poc a poc van prenent una actitud molt més cordial de la qual tenien, culminant en el funeral d'en Dumbledore, on ell la consola mentre ella plora en el seu muscle.
En el setè llibre, ella, al costat d'en Ron i en Harry, fan tot un viatge per a trobar i destruir els horricreus, assumint els riscos i modificant la memòria dels seus pares per a evitar que corrin algun perill. Es mostra com essencial, salvant a en Harry de la Nagini a la vall del Godric, rescatant als seus amics de la casa del senyor Lovegood i sent essencial per a desxifrar el misteri de les relíquies de la Mort, que la seva clau es troba en el llibre que en Dumbledore li deixa com a herència. Destrueix l'horricreu de la Copa de Hufflepuff amb els ullals de basilisc que ella i en Ron agafen de la Cambra dels Secrets. La seva relació amb en Ron es va estrenyent a poc a poc i, encara que tenen una forta discussió, abandonen una mica les seves baralles constants. Les mostres d'afecte i amor es fan més i més evidents, arribant a besar-se en la Batalla de Hogwarts.
L'Hermione Granger sobreviu a la Batalla de Hogwarts i, segons una entrevista recent, la JK va dir que ella és l'única del trio que va tornar al col·legi, ja que necessitava examinar-se per als MAG i poder entrar a la Conselleria.
En l'epílog, situat 19 anys després del final del llibre set, podem veure a en Ron i l'Hermione com una parella, amb dos fills, la Rose Weasley, nascuda vuit anys després de la batalla de Hogwarts i l'Hugo Weasley, nascut 10 anys després. Segons informacions de la J. K. Rowling en el xat en el qual va participar després de la publicació del setè llibre, l'Hermione treballa el Departament d'Aplicació de la Llei Màgica, on va ser enviada després d'un temps en el Comite de Regulació de Criatures Màgiques. Entre els seus assoliments destaquen la defensa dels drets dels elfs domèstics i la seva lluita per la igualtat total entre els bruixots muggle i de sang pura.
Té deu nebots, en James Sirius Potter, l'Albus Severus Potter i la Lily Luna Potter, fills d'en Harry James Potter i la Ginny Weasley; la Victoire, primera filla d'en Bill Weasley i la Fleur Delacour i dos fills menors: la Dominique i en Louis. També és tia dels fills d'en George i de l'Angelina Johnson, en Fred i la Roxane. J.K. Rowling va dir que "en George mai es recupera de la pèrdua del seu germà bessó, de manera que al seu fill li va posar Fred". I igualment de la Molly i la Lucy, filles d'en Percy.
Els seus sogres són la Molly Weasley i l'Arthur Weasley.

## Resultats acadèmics
A Hogwarts, l'Hermione destaca des del començament per la intel·ligència i els resultats impecables a les classes. Fins i tot l'Snape, que sent un gran menyspreu pels alumnes de Gryffindor, reconeix que les respostes de l'Hermione són encertades, encara que insinuant que repeteix el llibre com un papagai. A més, durant els cursos, és l'alumna que guanya més punts per raons acadèmiques.
El problema de l'Hermione és Defensa Contra les Forces del Mal, ja que, tot i que hi té traça, és l'única assignatura en la qual algú destaca per sobre d'ella. A sisè, a Pocions, el Harry també la supera, car s'ajuda del llibre del Príncep. Llavors l'Hermione s'empipa amb en Harry per utilitzar el llibre, recordant-li el que va ocórrer amb el Diari d'en Rodlel.
Durant el seu cinquè any, l'Hermione va fer els complicats exàmens de GNOM. Aquestes en són les qualificacions:
- Astronomia: Excel·lent.
- Criança de Criatures Màgiques: Excel·lent.
- Encanteris: Excel·lent.
- Defensa Contra les Forces del Mal: Notable.
- Botànica: Excel·lent.
- Història de la Màgia: Excel·lent.
- Transfiguració: Excel·lent.
- Runes Antigues: Excel·lent.
- Pocions: Excel·lent.
- Magimàtica: Excel·lent.

A més, l'Hermione és delegada de Gryffindor, no només pels seus resultats acadèmics sinó també pel seu compromís amb les normes.
Malgrat l'actitud que té envers els estudis, l'Hermione no dubta ni un moment quan ha d'abandonar Hogwarts per anar a la recerca dels horricreus amb en Harry i en Ron.

## Associacions a les quals pertany
La PET És una institució creada per ella mateixa en defensa dels elfs domèstics com ja s'ha esmentat, que els seus únics quatre integrants esmentats en els llibres (i probablement els únics quatre existents) són en Harry, en Ron, en Neville (afiliat per culpa de les constants reprimendes de l'Hermione) i la mateixa Hermione. PET és un acrònim de Prou Elfs Tiranitzats, i va ser fundada al quart curs, quan l'Hermione sent llàstima en veure el maltractament que pateixen algunes d'aquestes criatures de part dels seus amos. En anglès, la societat es diu S.P.E.W. (the Society for the Promotion of Elfish Welfare). A part d'exigir remuneració per al treball dels elfs domèstics, l'Hermione ha fet altres accions, com teixir peces de vestir senzilles (guants, bufandes, barrets) i amagar-les en la seva Sala Comuna perquè l'elf domèstic que la trobi sigui lliure (amb desastroses conseqüències per a en Dobby, que havia de netejar tota la Sala Comuna de Gryffindor per la negativa de la resta dels elfs). Aquestes accions i la institució en general no ha rebut molt suport per part dels amics més propers a l'Hermione, en Harry, en Ron i en Neville (qui són membres només per no voler donar-li una negativa a la seva amiga), ni per part de companys de Gryffindor o una altra residència de l'escola i ha estat mal vista per una elfa domèstica anomenada Winky.
L'Exèrcit d'en Dumbledore: En principi, les seves sigles, ED, significaven Equip de Defensa (nom proposat per la Xo Xang, alumna de Ravenclaw), però, per suggeriment de la Ginny Weasley, va passar a anomenar-se Exèrcit d'en Dumbledore. La idea principal va ser de l'Hermione, que va suggerir a en Harry com a líder en la primera reunió que van realitzar. La idea principal era fer una associació en la qual poguessin suplir les deficiències de les classes de la professora Umbridge. Durant algun temps, i malgrat la normativa que ho prohibia, es van reunir en la Sala de la Necessitat. Allà l'Hermione conjurà el seu primer Patronus (amb forma de llúdriga, l'animal preferit de la J.K). Va ser ella la qual va dissenyar la manera per a citar a la gent a les reunions (mitjançant unes monedes que duien la data de la reunió al costat) i la manera d'identificar els traïdors (quan la Marietta Edgecombe li va explicar a la Umbridge sobre l'existència de l'ED, en el seu rostre va aparèixer un text). Aquesta associació va ser, per tant, una altra gran obra de l'Hermione.
El Club de l'Horaci Llagot: Format pel professor Horaci Llagot, aquest club reuneix a aquells alumnes i ex alumnes amb qualitats especials i possibilitats de convertir-se, en el futur, en gent influent tant en la Conselleria, en el Quidditch o en altres camps. L'Hermione entra a formar part d'ell per la seva increïble intel·ligència, que li és anunciada a en Llagot per en Harry, quan li diu que "la seu millor amiga és d'origen muggle i és la més intel·ligent del curs".

## Dades Curioses
- És major que en Harry i que en Ron, i no és un any menor com tothom pensava, el que passa és que l'actriu que l'interpreta (Emma Watson, 1990) és menor que en Rupert Grint (1988) i en Daniel Radcliffe (1989).
- L'autora diu que es va basar en ella mateixa per al personatge de l'Hermione, car era una set-ciències a l'escola.

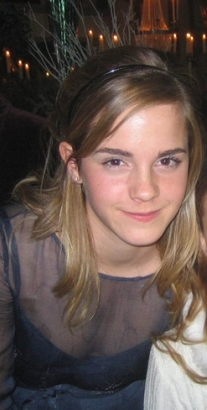
Emma Watson a la premiere de "Harry Potter i el Calze de Foc"

- El seu nom es pronuncia de manera diferent, segons l'idioma: en català, és ERMION o ERMIONA (qualsevol de les dues, referint a un personatge de la mitologia grega anomenada Hermione o Hermiona, però el nom es pronuncia sense la H, que és muda); en anglès, i per tant, més d'acord amb el personatge de Rowling, es pronuncia "Her-má-io-ni"(amb la H aspirada). Ningú va saber això fins que a Harry Potter i el calze de foc, Rowling va donar una pista sobre el tema (quan l'Hermione l'hi ensenya a en Krum), ja que era eterna la quantitat de cartes que li arribaven preguntant sobre la pronunciació.
- L'autora ha admès haver triat un nom bastant peculiar per a una nena que és filla de dentistes.
- El seu cognom no havia de ser Granger inicialment. L'autora tenia al cap posar-li el cognom Puckle però al final va pensar que era millor Granger. El cognom "Granger" segurament s'ha tret del personatge de Fahrenheit 451, que s'encarregava d'aprendre's tot el contingut dels llibres de memòria, tal com ho fa l'Hermione.

## Versió cinematogràfica
- En la sèrie de pel·lícules basades en les novel·les de Harry Potter, el personatge de l'Hermione Granger és interpretat per l'actriu britànica Emma Watson.[1]
- J. K. Rowling va dir en una entrevista que la persona més semblant al seu personatge era Emma Watson com a Hermione, car la primera vegada que es van entrevistar per telèfon per a la primera pel·lícula l'actriu va tenir una actitud "molt a l'Hermione", cosa que li va causar molt entusiasme i riures a l'autora.
- Emma Watson no és tan diferent a l'Hermione com creuen alguns fans, car en els seus últims exàmens finals va treure la nota més alta en totes les matèries. Malgrat que l'actriu va declarar ser molt diferent a l'Hermione (és més relaxada, més divertida, més sociable, més interessada en la seva imatge i la moda, li agraden les festes i és bona en els esports), podem veure que comparteixen el gran intel·lecte i interès per ser excel·lents en l'escola.